# Pyramidkungsljus
Pyramidkungsljus (Verbascum pyramidatum) är en flenörtsväxtart som beskrevs av Friedrich August Marschall von Bieberstein. Pyramidkungsljus ingår i släktet kungsljus, och familjen flenörtsväxter. Inga underarter finns listade i Catalogue of Life.